# Vilina Vlas
Vilina Vlas szálloda Višegradska Banja faluban, Bosznia-Hercegovinában.Višegrad városától északra mintegy négy kilométerre található. Az 1982-ben épült szállodát a boszniai háború során fogolytábornak használták, ahol bosnyák polgári személyeket tartottak fogva, megverték, megkínozták és megerőszakolták őket.
A háború után a szállodát wellnessközpontként újra megnyitották. A helyi szerb lakosság ellenezte egy emlékmű felállítását és az egykor muszlim többségű régióban elkövetett atrocitások felemlegetését. 2020-ban aláírásgyűjtés indult annak érdekében, hogy a Google távolítsa el a szállodát mint turistalétesítményt a keresőből és a térképről.

## A fogolytábor
1992-ben a szálloda egyike volt a Višegrad környéki fő fogolytáboroknak. 1992. április végén hozták létre, és fontos szerepe volt a területen történő etnikai tisztogatásban. A szálloda bordélyházként szolgált; a rendőrök és a paramilitáris szervezetek ide hozták a bosnyák nőket és lányokat, akik közül többen még a 14 évet sem töltötték be.
Milan Lukić, a Fehér Sasoknak vagy Bosszúállóknak vagy Farkasoknak nevezett helyi paramilitáris csoport vezetője a Vilina Vlasba telepítette főhadiszállását. A helyi rendőrséggel és a szerb katonai erőkkel kapcsolatban álló csoport fontos szerepet játszott a višegradi etnikai tisztogatásokban.
Úgy tűnik, hogy Višegrad környékén az erőszakra szisztematikusan került sor. Az ENSZ Biztonsági Tanácsának 780/1990. számú határozata alapján felállított szakértői bizottság jelentése szerint az áldozatokat begyűjtötték, és olyan helyekre szállították, mint a Vilina Vlas és a Hotel Višegrad, feltehetőleg azzal a céllal, hogy ott fogva tartsák és megerőszakolják őket.
A bizottság becslése szerint mintegy 200 nőt, főleg bosnyákokat, tartottak fogva a Vilina Vlasban, és szexuálisan bántalmazták őket. A szállodát olyan helyként tartották számon, ahol fiatal és szép nőket tartanak fogva, és a bizottság által felvett tanúvallomások azt állítják, hogy a nőket gondosan kiválogatták, és azért hozták ide, hogy csetnik gyermekeket szüljenek. Azt állították, hogy a fiatalabb nőket ebbe a szállodába vitték, az öregebbeket pedig más helyekre. A vallomások száma és konzisztenciája alapján a bizottság úgy tekintette, hogy hitelesen alátámasztják a szállodában elkövetett számos erőszak tényét.
A foglyokat rendszeresen megerőszakolták, és gumibottal verték őket. Számos nőt megöltek, másokat száműztek, többen megőrültek vagy öngyilkosok lettek; kevés túlélő maradt.
A sjeverini mészárlás során Milan Lukić elrabolt 16 bosnyákot, akik busszal utaztak Szerbiából Boszniába. Az elraboltakat Vilina Vlasba szállították, ahol megkínozták és megölték őket.
Miután a fogolytábor léte Bosznián kívül is ismertté vált, a létesítményt bezárták, és a még ott levő foglyokat elszállították.

## Igazságszolgáltatás
Milan Lukićot bűnösnek találták a fogolytáborban és más helyeken végrehajtott kivégzésekben, és életfogytiglani börtönbüntetésre ítélték. A Háború Női Áldozatainak Egyesület elnöke, Bakira Hasečić bírálta a volt Jugoszlávia területén elkövetett háborús bűnök felelőseinek megbüntetésére létrejött hágai Nemzetközi Törvényszéket, mivel Lukićot nem vádolták meg nemi erőszakkal.
Oliver Krsmanovićot többrendbeli gyilkossággal, és a Vilina Vlasban fogvatartott nők elleni erőszakkal vádolták. A gyilkosságok miatt 18 év börböntbüntetésre ítélték, az erőszak vádja alól azonban felmentették, mivel a tanúskodó nők bizonytalanok voltak a vádlott azonosításában.
Risto Perišić rendőrfőnökről feltételezik, hogy szintén részt vett a Vilina Vlasban fogvatartottak kínzásában, megerőszakolásában és kivégzésében. Nem emeltek vádat ellene; 2002-ben a Zito višegradi vállalat igazgatója volt. Dusko Andrićról, a Vilina Vlas igazgatójáról azt jelentették, hogy egyike volt az erőszaktevőknek. Dusko Andrić 2000-ben nyugdíjasként Višegradban élt; nem emeltek vádat ellene.

## A művészetben
Kym Vercoe ausztráliai performanszművész boszniai tartózkodása során a Vilina Vlas szállodában lakott, és csak hazatérése után értesült az ott történt erőszakos cselekményekről. Megdöbbenéséből és felháborodásából született 2014-ben Seven Kilometres North East című monodrámája. Ezt követően Jasmila Žbanić boszniai filmrendező kapcsolatba lépett vele, és együttműködésükből született a For Those Who Can Tell No Tales című film.

## Fordítás
Ez a szócikk részben vagy egészben  a   Vilina Vlas című angol Wikipédia-szócikk ezen változatának fordításán alapul.  Az eredeti cikk szerkesztőit annak laptörténete sorolja fel. Ez a jelzés csupán a megfogalmazás eredetét és a szerzői jogokat jelzi, nem szolgál a cikkben szereplő információk forrásmegjelöléseként.